# Ursulinenklooster de Bisweide
Ursulinenklooster de Bisweide is een klooster in Grubbenvorst in de Nederlands Noord-Limburgse gemeente Horst aan de Maas. Het gebouw is gelegen aan de Schoolstraat 10 in het dorp, aan een groot grasveld. Ten noordoosten van het kloostergebouw staat de Sint-Annakapel.

## Geschiedenis
Rond 1690 werd er door enkele ongehuwde vrouwen, afkomstig uit Grubbenvorst, Melderslo en Horst een kloosterorde gesticht, die banden had met de Congregatie van de Zusters Maricolen. In 1708 kochten zij de uit 1615 stammende boerderij "De Bisweide". Zij zorgden voor verstandelijk gehandicapte vrouwen. In 1850 dreigde de gemeenschap uit te sterven. Daarop kwamen in 1859 drie zusters Ursulinen vanuit Venray naar Grubbenvorst. In 1860 sloten de achttien nog overgebleven Maricolen zich aan bij de Ursulinen, die zich toelegden op het geven van onderwijs en het opvoeden van meisjes.   
In 1870 kwamen een pensionaat en een kloostergebouw gereed. In 1890 werd de neogotische kapel voltooid. Het geheel kreeg de naam La Providence (de Voorzienigheid) en er werd onderwijs gegeven. Door toename van het leerlingenaantal werd het gebouwencomplex steeds verder uitgebreid.
In 1974 of 1975 werd het internaat gesloten. De ULO (later MAVO) bleef bestaan tot 1986. Het gebouw werd een zorgcentrum voor zusters Ursulinen. 
In 2000 besloten de zusters dit zorgcentrum ook open te stellen voor oudere inwoners van de omgeving, hetgeen tussen 2003 en 2006 tot een verbouwing leidde. Hierbij werd een deel van het oude gebouw gesloopt en een nieuw, modern, deel aangebouwd.

## Gebouw
Het betreft een gebouw uit 1870 met een lange, symmetrische voorgevel met een naar neoclassicisme zwemende ingangspartij voorzien van een driehoekig fronton. Boven het sierlijke toegangsportaal is een Heilig-Hartbeeld geplaatst. Haaks op dit hoofdgebouw bevinden zich twee zijgebouwen. In 1890 kwam ook een grote kapel in neogotische stijl gereed, met boven het koor een spitse dakruiter. In deze kapel vindt men glas-in-loodramen door Pieter Geraedts, fraaie gepolychromeerde heiligenbeelden en een neogotisch altaarstuk in houtsnijwerk. Het orgel van de Duitse orgelbouwers Georg Stahlhuth & Sohn uit Rheinland stamt uit 1901. Achter het altaar is een wand in non-figuratief glas-in-lood. 

## Station
Vroeger had het klooster een eigen spoorwegstation, dat eveneens als stopplaats voor het dorp Grubbenvorst fungeerde. Het station had de naam: Station Grubbenvorst-Klooster. Later werd de naam van dit station gewijzigd in Station Grubbenvorst.